# Récifs et landes de la Hague
Récifs et landes de la Hague este o arie protejată (sit de importanță comunitară — SCI) din Franța întinsă pe o suprafață de 9.178 ha, din care 83 % marine.

## Localizare
Centrul sitului Récifs et landes de la Hague este situat la coordonatele 49°43′22″N 1°57′41″W / 49.72278°N 1.96139°V.

## Înființare
Situl Récifs et landes de la Hague a fost declarat arie specială de conservare în baza directivei 92/43 din 1992 referitoare la conservarea habitatelor naturale și a faunei și florei sălbatice pentru a proteja 2 specii de plante și 9 specii de animale.

## Biodiversitate
Situată în ecoregiunea atlantică, aria protejată conține 24 de habitate naturale: Ape stătătoare oligotrofe până la mezotrofe, cu vegetație de Littorelletea uniflorae și/sau de Isoëto-Nanojuncetea, Pante stâncoase silicioase cu vegetație casmofită, Liziere de ierburi înalte hidrofile de câmpie și de nivel montan până la alpin, Faleze cu vegetație de pe coastele atlantice și baltice, Pajiști uscate europene, Păduri de fag acidofile atlantice, cu subarboret de Ilex și, uneori, de asemenea, Taxus, la nivelul arbuștilor (Quercion robori-petraeae sau Ilici-Fagenion), Recifuri, Terase mlăștinoase și terase nisipoase neacoperite de apă la reflux, Depresiuni intradunale umede, Pășuni atlantice udate de apa mării (Glauco-Puccinellietalia maritimae), Mlaștini oligotrofe degradate, capabile încă de regenerare naturală, Păduri pe pante, grohotișuri și ravene de Tilio-Acerion, Vegetație anuală la limita mareei, Păduri de fag Asperulo-Fagetum, Pajiști umede nord-atlantice cu Erica tetralix, Formațiuni ierboase bogate în specii de Nardus, dezvoltate pe substraturi silicioase în zone montane (și în zone submontane, în Europa continentală), Pajiști cu Molinia pe soluri calcaroase, turboase sau argilos-nămoloase (Molinion caeruleae), Vegetație perenă pe țărmurile stâncoase, Fânețe de joasă altitudine (Alopecurus pratensis, Sanguisorba officinalis), Turbării active, Mlaștini alcaline, Păduri aluvionare cu Alnus glutinosa și Fraxinus excelsior (Alno-Padion, Alnion incanae, Salicion albae), Ape oligotrofe din câmpii nisipoase, cu un conținut foarte redus de minerale (Littorelletalia uniflorae), Bancuri de nisip acoperite în permanență slab de apă marină.
La baza desemnării sitului se află mai multe specii protejate:
- plante (2): Rumex rupestris, Trichomanes speciosum
- mamifere (8): Halichoerus grypus, liliac cu urechi mari (Myotis bechsteinii), liliac cărămiziu (Myotis emarginatus), liliac comun (Myotis myotis), focă obișnuită (Phoca vitulina), marsuin (Phocoena phocoena), liliacul mare cu potcoavă (Rhinolophus ferrumequinum), delfin mare (Tursiops truncatus)
- nevertebrate (1): Euplagia quadripunctaria

Pe lângă speciile protejate, pe teritoriul sitului au mai fost identificate 15 specii de plante, 9 specii de păsări, 1 specie de mamifere, 2 specii de nevertebrate.